# کیمیکو شیراتور
کیمیکو شیراتور (ژاپنی: 白鳥 公子) بازیکن فوتبال اهل ژاپن و عضو تیم ملی فوتبال ژاپن است که در تاریخ ۱۷ اکتبر ۱۹۸۴ میلادی اولین بازی ملی‌اش را انجام داد. او در ۵ بازی ملی حضور داشت و آخرین بازی ملی خود را در تاریخ ۷ مارس ۱۹۸۶ میلادی انجام داد. کیمیکو شیراتور در بازی‌های ملی‌اش
گلی به ثمر نرساند.